# كازينو منتجع فوكسوودز
كازينو منتجع فوكسوودز (بالإنجليزية: Foxwoods Resort Casino)‏ هو مجمع فندق وكازينو تملكه وتديره الأمة القبلية ماشانتوكيت بيكوت في حجزها الواقع في ليديارد، كونيتيكت.